# Rhizobium
Rhizobium je rod gramnegativních půdních bakterií z řádu Rhizobiales, které fixují dusík. Patří mezi tzv. hlízkové bakterie, vyskytují se v hlízkách bobovitých rostlin.
Rhizobium a příbuzné rody (Bradyrhizobium, Sinorhizobium) patří do skupiny α-proteobakterií. Jsou to tyčinkovité pohyblivé bakterie, které vstupují do vnitřního prostředí kořenového vlášení a stimulují vytvoření morfologických struktur zvaných noduly či česky hlízky, uvnitř kterých pak fixace dusíku probíhá.

## Druhy
| R. cellulosilyticum R. ciceri R. daejeonense R. etli R. fredii R. galegae R. gallicum R. giardinii R. hainanense R. huakuii R. huautlense R. indigoferae | R. japonicum R. larrymoorei R. leguminosarum R. loessense R. loti R. lupini R. lusitanum R. mediterraneum R. meliloti R. mongolense R. phaseoli R. radiobacter | R. rhizogenes R. rubi R. sullae R. tainshanense R. trifolii R. tropici R. undicola R. vitis R. yanglingense |